# Rubén Alejandro Ramírez
Rubén Alejandro Ramírez Dos Ramos (Caracas, 18 ottobre 1995) è un calciatore venezuelano, difensore del Bolívar.

## Caratteristiche tecniche
È un difensore centrale.

## Carriera

### Club
Cresciuto nelle giovanili del Caracas, ha esordito in prima squadra il 9 dicembre 2012 in occasione del match di campionato vinto 3-1 contro il Deportivo Táchira.

### Nazionale
Con la nazionale Under-20 venezuelana ha disputato 3 match nel corso del campionato sudamericano 2015.
Il 15 ottobre 2024 esordisce con la nazionale maggiore nella sconfitta per 2-1 in casa del Paraguay.

## Statistiche

### Presenze e reti nei club
Statistiche aggiornate al 2 agosto 2018.
| Stagione        | Squadra            | Campionato      | Campionato | Campionato | Coppe nazionali | Coppe nazionali | Coppe nazionali | Coppe continentali | Coppe continentali | Coppe continentali | Altre coppe | Altre coppe | Altre coppe | Totale | Totale | Totale |
| Stagione        | Squadra            | Comp            | Pres       | Reti       | Comp            | Pres            | Reti            | Comp               | Pres               | Reti               | Comp        | Pres        | Reti        | Pres   | Reti   |        |
| --------------- | ------------------ | --------------- | ---------- | ---------- | --------------- | --------------- | --------------- | ------------------ | ------------------ | ------------------ | ----------- | ----------- | ----------- | ------ | ------ | ------ |
| 2012-2013       | Caracas            | PD              | 1          | 0          | CV              | 0               | 0               | CL                 | 0                  | 0                  |             | -           | -           | 1      | 0      |        |
| 2013-2014       | Caracas            | PD              | 1          | 0          | CV              | 0               | 0               |                    | -                  | -                  |             | -           | -           | 1      | 0      |        |
| Totale Caracas  | Totale Caracas     | Totale Caracas  | 2          | 0          |                 | 0               | 0               |                    | 0                  | 0                  |             | -           | -           | 2      | 0      |        |
| 2013-2014       | Carabobo           | PD              | 11         | 0          | CV              | 0               | 0               |                    | -                  | -                  |             | -           | -           | 11     | 0      |        |
| 2015            | Estud. de Caracas  | PD              | 5          | 0          | CV              | 0               | 0               |                    | -                  | -                  |             | -           | -           | 5      | 0      |        |
| 2016            | Dep. La Guaira     | PD              | 0          | 0          | CV              | 0               | 0               | CL                 | 0                  | 0                  |             | -           | -           | 0      | 0      |        |
| 2017            | Dep. Anzoátegui    | PD              | 34         | 0          | CV              | 0               | 0               | CS                 | 2                  | 0                  |             | -           | -           | 36     | 0      |        |
| 2018            | Atlético Venezuela | PD              | 14         | 0          | CV              | 0               | 0               |                    | -                  | -                  |             | -           | -           | 14     | 0      |        |
| Totale carriera | Totale carriera    | Totale carriera | 66         | 0          |                 | 0               | 0               |                    | 2                  | 0                  |             | -           | -           | 68     | 0      |        |

## Palmarès

### Competizioni nazionali
- Copa Venezuela: 1

Caracas: 2013